# Jucancistrocerus angustifrons
Jucancistrocerus angustifrons är en stekelart som först beskrevs av Kostylev 1940.  Jucancistrocerus angustifrons ingår i släktet Jucancistrocerus och familjen Eumenidae. Inga underarter finns listade i Catalogue of Life.